# Béraud de Montfaucon
 (juillet 2010).
Si vous disposez d'ouvrages ou d'articles de référence ou si vous connaissez des sites web de qualité traitant du thème abordé ici, merci de compléter l'article en donnant les références utiles à sa vérifiabilité et en les liant à la section « Notes et références ».

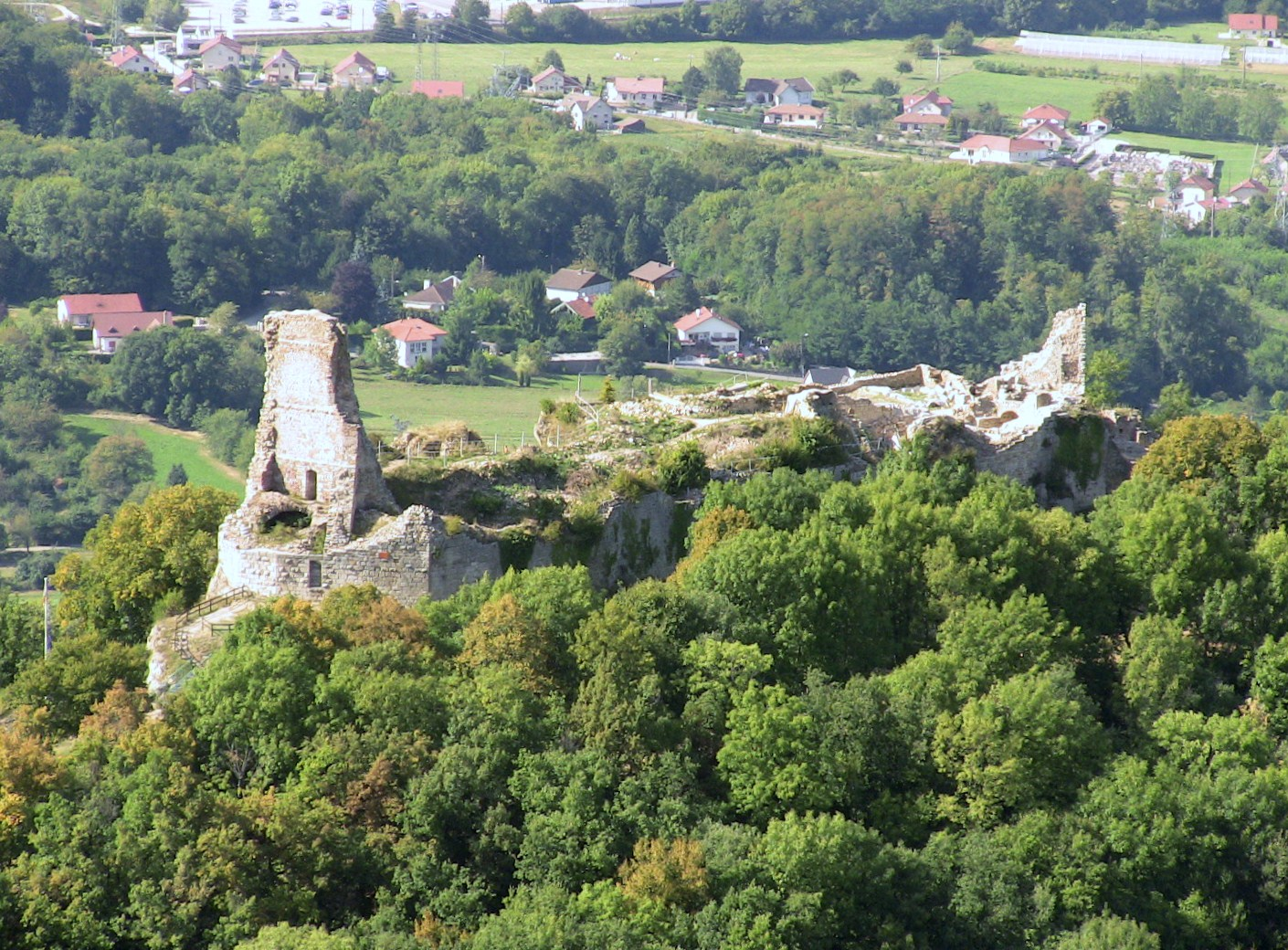
Château féodal de Montfaucon

Béraud de Montfaucon (v 1016/1044) est le premier seigneur de Montfaucon.
Son fils est Conon de Montfaucon, deuxième seigneur de Montfaucon.
Béraud de Montfaucon construit au XIe siècle le château fort de Montfaucon au sommet d'un éperon rocheux surplombant la vallée du Doubs. Béraud de Montfaucon est vassal du comte Renaud Ier de Bourgogne et du puissant archevêque de Besançon, et prince du Saint-Empire romain germanique, Hugues Ier de Salins.
La puissante famille de Montfaucon posséda aussi ensuite à la suite d'une alliance le Comté de Montbéliard, avant qu'il ne passe également par alliance à la famille princière de Wurtemberg.